# Terry Butcher
Terence Ian "Terry" Butcher (Cidade de Singapura, 28 de dezembro de 1958) é um ex-jogador e técnico de futebol inglês nascido na então colônia de Singapura. Atualmente está sem clube.

## Ipswich Town
Defensor, iniciou a carreira no Ipswich Town. Em 1981, integrou a equipe (comandada por Bobby Robson e liderada pelo escocês John Wark) que deu ao clube seu maior título, a Copa da UEFA. Butcher já defendia a Seleção Inglesa desde o ano anterior, ficando com a conquista (e também pelo Ipswich ter ficado entre os primeiros colocados no campeonato inglês) credenciado a ser chamado para a Copa de 1982. 

## Seleção Inglesa
Firmaria-se como zagueiro central para o resto da década. Apesar do rebaixamento do Ipswich em 1986, foi à Copa de 1986. No genial gol de Diego Maradona, em que a estrela argentina driblou meio English Team antes de acertar as redes, Butcher ainda tentou pará-lo com um carrinho. Ironicamente, seu sobrenome em inglês quer justamente dizer "açougueiro" - na linguagem brasileira do futebol, "jogador violento". 

## Rangers
Após a Copa e de dez anos no Ipswich, fez parte da "invasão inglesa" chamada por Graeme Souness para o elenco do Rangers, que, decadente, estava a perder totalmente sua hegemonia para o rival Celtic. 
Ficaria nos Gers, onde conquistaria dois campeonatos escoceses seguidos (que evoluiria mais tarde para um raríssimo eneacampeonato, igualando um feito do qual o maior rival se orgulhava de ter alcançado - o Celtic fora 9 vezes campeão seguidamente nos anos 70), até a Copa de 1990. Butcher, que não fora à Eurocopa de 1988 devido a uma perna quebrada, deixaria de jogar pela seleção após o mundial. Foram ao todo 77 partidas pela Inglaterra, tendo marcado 3 gols.

## Técnico
A partir da segunda metade de 1990, tornou-se jogador e técnico do Coventry City (maior rival do Ipswich e clube em que ele quase iniciara a carreira, nos juvenis, apesar de ser torcedor de seu primeiro clube) nos próximos dois anos. Em 1992, foi para o Sunderland, novamente como jogador e técnico, encerrando ao final da temporada a carreira de jogador profissional no ano seguinte, após 3 jogos pelo Clydebank. 
Retomaria a carreira de técnico em 2002, no escocês Motherwell. Comandou também Sydney, Brentford, Inverness Caledonian Thistle, Hibernian e Newport County. Em junho de 2018, Butcher assumiu o cargo de técnico da Seleção Filipina, tornando-se apenas o segundo treinador inglês da história da equipe - o primeiro fora Alan Rogers, entre 1962 e 1963. Embora tivesse classificado os Azkals pela primeira vez para a Copa da Ásia, o ex-zagueiro disse que não permaneceria no cargo, dando lugar ao auxiliar-técnico Scott Cooper.

## Curiosidade
Foi o único jogador nascido na cidade-estado de Singapura a ter ido para Copas do Mundo.

## Títulos

### Prêmios individuais
- Equipe do Século PFA (1977–1996): 2007